# درس‌های تاریکی
درس‌های تاریکی (آلمانی: Lektionen in Finsternis) یک فیلم به کارگردانی ورنر هرتسوک است که در سال ۱۹۹۲ منتشر شد.